# 東京ディズニーリゾートのメディアの一覧
東京ディズニーリゾートのメディアの一覧（とうきょうディズニーリゾートのメディアのいちらん）は、東京ディズニーランドおよび東京ディズニーシーのCD、DVD、ビデオテープの一覧である。

## CD

### 東京ディズニーランド / 東京ディズニーリゾート
- 1985年
  - 8月21日「東京ディズニーランド・ミュージック・アルバム」
- 1990年
  - 6月21日「東京ディズニーランド・ミュージック・アルバム」
- 1992年
  - 6月19日 「東京ディズニーランド ワン・マンズ・ドリーム」
- 1993年
  - 8月20日 「東京ディズニーランド・ミュージック・アルバム」
- 1995年
  - 4月21日「東京ディズニーランド・エレクトリカルパレード」
  - 4月28日 「ミッキー・マニア」
  - 7月21日 「ファンティリュージョン！」
  - 11月17日 「東京ディズニーランド・フィール・ザ・マジック」
- 1996年
  - 3月21日 「東京ディズニーランド ウェルカム・トゥ・トゥーンタウン」
  - 3月21日 「東京ディズニーランド マジカル・ミュージック・オン・パレード」
  - 3月21日 「東京ディズニーランド ミュージック・アルバム」
  - 6月21日 「東京ディズニーランド フィエスタ・トロピカール」
  - 6月21日 「東京ディズニーランド ファンタジー・イン・ザ・スカイ」
  - 9月20日 「東京ディズニーランド ミッキーマウス・セレブレーション」
  - 11月21日 「東京ディズニーランド クリスマス・ファンタジー」
- 1997年 
  - 2月21日 「東京ディズニーランド ミュージック・コレクション」
- 1998年
  - 3月18日 「東京ディズニーランド ミュージック・アルバム」
  - 4月17日 「東京ディズニーランド 15thアニバーサリー・ミュージック 1 ビバ!マジック」
  - 4月17日 「東京ディズニーランド 15thアニバーサリーテーマソング ディズニーカーニバル」
  - 4月29日 「東京ディズニーランド 15周年記念BOX 15イヤーズ・オブ・マジック」
  - 7月17日 「東京ディズニーランド15thアニバーサリー・ミュージック2 スターライト・ミュージック」
  - 7月17日 「ミッキーマウス70周年記念アルバム」
  - 11月6日 「東京ディズニーランド 15thアニバーサリー・ミュージック3 クリスマスカーニバル」
- 1999年
  - 2月3日 「東京ディズニーランド 15thアニバーサリー・ミュージック4 グランドフィナーレ」
  - 5月19日「東京ディズニーランド15thアニバーサリー・ミュージック 15th ザ・ベスト」
  - 5月19日「ドナルド・ワッキーキングダム」
  - 10月13日「ワンス・アポン・ア・マウス」
  - 10月13日「フィエスタ・トロピカール」
  - 10月13日「ディズニー・ファンティリュージョン / 光と幻想のストリーム」
  - 10月13日「東京ディズニーランド・ミュージック・アルバム」
  - 11月17日「クリスマス・ファンタジー1999」
- 2000年
  - 1月26日「クラブ・ディズニー スーパーダンシン・マニア 〜メガビート」
  - 3月29日「クラブ・ディズニー スーパーダンシン・マニア 〜ディスコ・フィーバー」
  - 4月12日「ミッキーマウス・マーチ (ユーロビート・バージョン)」
  - 4月19日「ディズニー・オン・パレード / 100イヤーズ・オブ・マジック」
  - 5月17日「クラブ・ディズニー スーパーダンシン・マニア 〜アメリカン・オールディーズ」
  - 7月5日「フォーエバー クラブ・ディズニー スーパーダンシン・マニア 〜ノンストップ・ベスト」
  - 7月12日「スターライト・マジック2000」
  - 10月4日「フォーエバー クラブ・ディズニー スーパーダンシン・マニア 〜ザ・パーフェクト・ベスト」
  - 10月18日「20th センチュリーズ・ベスト 〜東京ディズニーランド」
  - 11月15日「クリスマス・ファンタジー2000」
- 2001年
  - 2月21日「ディズニー・パーティーエクスプレス!」
  - 3月14日「さよならディズニー・ファンティリュージョン」
  - 7月4日「東京ディズニーランド・エレクトリカルパレード・ドリームライツ」
  - 7月11日「東京ディズニーランド・ミュージック・アルバム2001」
  - 7月11日「プーさんのハニーハント」
  - 11月7日「東京ディズニーランド・エレクトリカルパレード・ドリームライツ 〜ショー・ミックス・エディション」
  - 11月28日「クリスマス・ファンタジー2001」
- 2002年
  - 1月30日「Dポップ・マジック!」
  - 6月19日「イッツ・ア・スモール・ワールド」
  - 7月31日「ドナルドのスーパースプラッシュ」
  - 11月20日「クリスマス・ファンタジー2002」
- 2003年
  - 2月13日「シンデレラブレーション：ライツ・オブ・ロマンス」
  - 3月26日「ディズニー・ドリームス・オン・パレード」
  - 3月26日「デイタイムエンターテイメント 〜パレード・ヒストリー」
  - 5月8日「ミッキーのギフト・オブ・ドリームス
  - 7月9日「ヒストリー・オブ・ナイトタイムエンターテイメント」
  - 7月24日「ブレイジング・リズム」
  - 9月25日「ディズニー・ハロウィーン2003」
  - 12月3日「クリスマス・ファンタジー2003」
- 2004年
  - 1月28日「東京ディズニーランド20thアニバーサリー・ベスト・アルバム」
  - 1月28日「リメンバー・ザ・ドリーム」
  - 6月20日「バズ・ライトイヤー夏の大作戦」
  - 7月28日「ブレイジング・リズム2004」
  - 9月23日「ディズニー・ハロウィーン2004」
  - 12月1日「クリスマス・ファンタジー2004」
- 2005年
  - 1月26日「シンデレラブレーション：ライツ・オブ・ロマンス2005」
  - 2月9日「ディズニー・プリンセス・デイズ」
  - 3月16日「ワンマンズ・ドリームII ザ・マジック・リブズ・オン」
  - 5月11日「ディズニー・ロック・アラウンド・ザ・マウス」
  - 7月13日「ブレイジング・リズム2005」
  - 9月28日「ディズニー・ハロウィーン2005」
  - 7月20日「ミニー・オー!ミニー」
  - 11月16日「クリスマス・ファンタジー2005」
- 2006年
  - 1月25日「シンデレラブレーション：ライツ・オブ・ロマンス2006」
  - 1月25日「ディズニー・プリンセス・デイズ2006」
  - 4月16日「リロ&スティッチのフリフリ大騒動 〜Find Stitch!〜」
  - 7月26日「クール・ザ・ヒート!!」
  - 9月13日「ディズニー・ハロウィーン2006」
  - 11月22日「クリスマス・ファンタジー2006」
- 2007年
  - 2月7日「ディズニー・プリンセス・デイズ"ミニーの夢見るティアラ"」
  - 3月7日「ディズニー・ドリームス・オン・パレード"ムービン・オン"」
  - 4月11日「リロ&スティッチのフリフリ大騒動 〜Find Stitch!〜2007」
  - 6月6日「ディズニー・ドリームス・オン・パレード "ムービン・オン"」
  - 7月25日「パイレーツ・オブ・カリビアンスペシャル2007 〜アトラクション&エンターテイメント〜」
  - 7月25日「クール・ザ・ヒート!!2007」
  - 9月19日「ディズニー・ハロウィーン2007」
  - 11月14日「クリスマス・ファンタジー2007」
  - 11月14日「東京ディズニーランド・エレクトリカルパレード・ドリームライツ 〜クリスマス〜」
- 2008年
  - 1月17日「シンデレラブレーション:ライツ・オブ・ロマンス・グランドフィナーレ!」
  - 4月15日「ジュビレーション!」
  - 7月9日「東京ディズニーリゾート ドリームス・オブ・25th〜リメンバー・ザ・ミュージック デラックス」
  - 7月9日「東京ディズニーリゾート ドリームス・オブ・25th〜リメンバー・ザ・ミュージック」
  - 7月9日「東京ディズニーランド・ミュージック・アルバム」
  - 7月16日「スターライト・ドリームス」
  - 7月16日「クール・ザ・ヒート!!2008」
  - 9月17日「ディズニー・ハロウィーン2008」
  - 11月15日「クリスマス・ファンタジー2008」
- 2009年
  - 1月28日「ドリームス・ウィズイン」
  - 2月18日「東京ディズニーリゾート ドリームス・オブ・25th 〜フォーエバー」
  - 7月15日「クラブ・モンスターズ・インク"笑いってクール!"」
  - 9月23日「ディズニー・ハロウィーン2009」
  - 10月7日「東京ディズニーランド・エレクトリカルパレード・ドリームライツ2009」
  - 11月25日「クリスマス・ファンタジー2009」
- 2010年
  - 2月10日「ディズニー・パワー・オブ・ミュージック!」
  - 4月14日「ディズニー・イースターワンダーランド」
  - 7月14日「ディズニーキッズ・サマーアドベンチャー」
  - 7月14日「クール・ザ・ヒート!!2010」
  - 7月28日「ミッドサマーナイト・パニック」
  - 9月15日「ディズニー・ハロウィーン2010」
  - 11月24日「クリスマス・ファンタジー2010」
- 2011年
  - 2月2日「ミッキーのフィルハーマジック」
  - 5月18日「ディズニー・イースターワンダーランド2011」
  - 7月13日「クール・ザ・ヒート!!2011」
  - 9月14日「ディズニー・ハロウィーン2011」
  - 11月2日「東京ディズニーランド・エレクトリカルパレード・ドリームライツ2011」
  - 11月16日「クリスマス・ファンタジー2011」
- 2012年
  - 4月11日「ディズニー・イースターワンダーランド2012」
  - 7月25日「ディズニー夏祭り」
  - 9月26日「ディズニー・ハロウィーン2012」
  - 11月14日「クリスマス・ファンタジー2012」
- 2013年
  - 3月13日「東京ディズニーリゾート スプリング・ベスト」
  - 3月20日「東京ディズニーリゾート アニバーサリー・テーマソングス」
  - 5月8日「ハピネス・イズ・ヒア」
  - 6月12日「東京ディズニーリゾート サマー・ベスト」
  - 7月24日「ディズニー夏祭り2013」
  - 7月24日「東京ディズニーリゾート パレード&エンターテイメント・ベスト」
  - 7月24日「東京ディズニーリゾート パレード&エンターテイメント・ベスト デラックス」
  - 8月21日「東京ディズニーランド・ミュージック・アルバム」
  - 9月18日「ディズニー・ハロウィーン2013」
  - 9月18日「東京ディズニーリゾート 30thアニバーサリー・テーマソング ハピネス・イズ・ヒア」
  - 10月16日「東京ディズニーリゾート オータム・ベスト」
  - 11月13日「東京ディズニーリゾート ウインター・ベスト」
  - 11月27日「クリスマス・ファンタジー2013」
- 2014年
  - 3月19日「東京ディズニーリゾート 30thアニバーサリー・ミュージック・アルバム "ザ・ハピネス・イヤー" デラックス」
  - 3月19日「東京ディズニーリゾート 30thアニバーサリー・ミュージック・アルバム "ザ・ハピネス・イヤー"」
  - 4月16日「ディズニー・イースター」
  - 6月18日「ミニー・オー！ミニー2014」
  - 7月2日「ワンス・アポン・ア・タイム」
  - 7月16日「ディズニー夏祭り2014」
  - 9月17日「ディズニー・ハロウィーン2014」
  - 11月26日「クリスマス・ファンタジー2014」
- 2015年
  - 1月28日「ワンス・アポン・ア・タイム 〜スペシャルウィンターエディション〜」
  - 2月4日「アナとエルサのフローズンファンタジー」
  - 4月15日「ディズニー・イースター2015」
  - 7月29日「ディズニー夏祭り2015」
  - 8月19日「東京ディズニーランド・エレクトリカルパレード・ドリームライツ ～2015 リニューアル・バージョン～」
  - 9月30日「ディズニー・ハロウィーン2015」
  - 11月25日「クリスマス・ファンタジー2015」
  - 11月25日「東京ディズニーランド・エレクトリカルパレード・ドリームライツ ～2015 クリスマス・バージョン～」
- 2016年
  - 1月20日「ワンス・アポン・ア・タイム 〜スペシャルウィンターエディション2016〜」
  - 1月27日「アナとエルサのフローズンファンタジー2016」
  - 4月13日「ディズニー・イースター2016」
  - 7月20日「ディズニー夏祭り2016」
  - 9月28日「ディズニー・ハロウィーン2016」
  - 11月16日「クリスマス・ファンタジー2016」
- 2017年
  - 1月25日「フローズン・フォーエバー」
  - 1月25日「アナとエルサのフローズンファンタジー2017」
  - 4月19日「ディズニー・イースター2017」
  - 7月19日「ディズニー夏祭り2017」
  - 8月30日「東京ディズニーランド・エレクトリカルパレード・ドリームライツ ～2017 リニューアル・バージョン～」
  - 9月20日「ディズニー・ハロウィーン2017」
  - 11月22日「クリスマス・ファンタジー2017」
  - 11月22日「ディズニー・ギフト・オブ・クリスマス」
- 2018年
  - 1月24日「アナとエルサのフローズンファンタジー2018」
  - 2月14日「手回しオルゴールで聴く 東京ディズニーランド ～マジカル・セレクション～」
  - 3月14日「東京ディズニーランド・ベスト・オブ・2017 ～春夏秋冬～」
  - 4月25日「東京ディズニーリゾート35周年 "Happiest Celebration!" ミュージック・アルバム」
  - 4月25日「東京ディズニーリゾート35周年 "Happiest Celebration!" ミュージック・アルバム デラックス」
  - 4月25日「東京ディズニーリゾート35周年 "Happiest Celebration!" ミュージック・アルバム デラックス・ボックス」
  - 5月16日「ドリーミング・アップ!」
  - 7月11日「オール・ザット・ブラス! ベスト」[1]
  - 7月25日「ディズニー夏祭り2018」
  - 8月29日「レッツ・パーティグラ！」
  - 9月26日「ディズニー・ハロウィーン2018」
  - 11月21日「ディズニー・クリスマス 2018」
- 2019年
  - 1月30日「ポリネシアンテラス・レストラン ミュージック・アルバム」
  - 2月20日「東京ディズニーリゾート35周年 "Happiest Celebration!" グランドフィナーレ ミュージック・アルバム」
  - 4月17日「ディズニー・イースター2019」
  - 7月17日「フォーエバー ワンマンズ・ドリーム ～ヒストリー・オブ・ショーベース～ [限定盤] 」
  - 7月17日「フォーエバー ワンマンズ・ドリーム ～ヒストリー・オブ・ショーベース～ [通常盤] 」
  - 7月24日「ドナルドのホット・ジャングル・サマー」
  - 7月24日「東京ディズニーランド　ドリーミング・アップ！」[2]
  - 9月25日「ディズニー・ハロウィーン2019」
  - 10月23日「レッツ・パーティグラ!」
  - 11月20日「ディズニー・クリスマス2019」
  - 11月27日「東京ディズニーランド・ミュージック・アルバム」
- 2020年
  - 1月22日「ベリー・ベリー・ミニー！」
  - 11月3日「東京ディズニーランド イッツ・ア・スモールワールド」[3]
  - 11月27日「東京ディズニーランド ベイマックスのハッピーライド」[4]
  - 12月2日「東京ディズニーランド 美女と野獣“魔法のものがたり”」[5]
- 2021年
  - 5月12日「東京ディズニーランド ミッキーのマジカルミュージックワールド」[6]
  - 10月20日「クラブマウスビート」
  - 12月21日「ジャンボリミッキー！」
- 2023年
  - 4月26日「東京ディズニーリゾート40周年“ドリームゴーラウンド”ミュージック・アルバム」
  - 5月24日「東京ディズニーリゾート40周年“ドリームゴーラウンド”ミュージック・アルバム [デラックス・ボックス]」
  - 5月24日「東京ディズニーリゾート40周年“ドリームゴーラウンド”ミュージック・アルバム [デラックス]
  - 11月8日「ディズニー・ハーモニー・イン・カラー」
- 2024年
  - 3月6日「ベスト・オブ・東京ディズニーリゾート®・ミュージック　リメンバー・40thアニバーサリー」
  - 11月6日「Reach for the Stars」
  - 11月6日「Reach for the Stars [限定版]」
- 2025年
  - 1月29日「ベスト・オブ・東京ディズニーリゾート®・ミュージック ～リメンバー2024～」

### 東京ディズニーシー
- 2001年
  - 9月5日「東京ディズニーシー・テーマミュージック」
  - 9月27日「東京ディズニーシー・ミュージック・アルバム」
- 2002年
  - 3月20日「ディズニーシー・シンフォニー」
  - 3月20日「ポルト・パラディーゾ・ウォーターカーニバル」
  - 3月20日「アクアスフィア・テーマミュージック」
  - 6月19日「マーメイドラグーン・ミュージック・アルバム」
  - 11月27日「ハーバーサイド・クリスマス」
- 2003年
  - 6月25日「アリエルのシーサイドトレジャー」
  - 11月27日「ハーバーサイド・クリスマス2003」
- 2004年
  - 2月11日「ディズニー・リズム・オブ・ワールド」
  - 5月12日「ザッツ・ディズニーテイメント・アフターダーク」
  - 5月12日「ザッツ・ディズニーテイメント ウィズ ミッキー!」
  - 9月1日「ブラヴィッシーモ!」
  - 9月1日「ディス・イズ・東京ディズニーシー!」
  - 9月15日「ドラマティック・ディズニーシー」
  - 11月17日「ハーバーサイド・クリスマス2004」
- 2005年
  - 2月9日「ディズニー・リズム・オブ・ワールド2005」
  - 6月1日「アラジンのホールニューワールド」
  - 9月14日「ドラマティック・ディズニーシー2005」
  - 11月16日「ハーバーサイド・クリスマス2005」
- 2006年
  - 2月8日「ディズニー・リズム・オブ・ザ・ワールド・ファイナル」
  - 7月19日「レジェンド・オブ・ミシカ」
  - 9月13日「東京ディズニーシー5thアニバーサリー・ミュージック・アルバム」
  - 9月13日「オーバー・ザ・ウェイブ」
  - 11月1日「ビッグバンドビート」
  - 11月29日「ハーバーサイド・クリスマス2006」
- 2007年
  - 2月28日「ブラヴィッシーモ! コンプリート」
  - 4月18日「東京ディズニーシー・スプリングカーニバル」
  - 11月14日「ハーバーサイド・クリスマス2007」
- 2008年
  - 1月23日「東京ディズニーシー・シーズン・オブ・ハート」
  - 4月16日「東京ディズニーシー・スプリングカーニバル2008」
  - 7月9日「東京ディズニーシー・ミュージック・アルバム」
  - 7月16日「ボンファイアーダンス」
  - 9月17日「ディズニー・ア・ラ・カルト」
  - 11月26日「ハーバーサイド・クリスマス2008」
- 2009年
  - 2月11日「ミッキーのドリームカンパニー」
  - 4月29日「東京ディズニーシー・スプリングカーニバル2009」
  - 7月15日「ボンファイアーダンス2009」
  - 7月15日「チップとデールのクールサービス"デラックス"」
  - 9月2日「ミート＆スマイル」
  - 9月23日「ディズニー・ハロウィーン」
  - 11月18日「ハーバーサイド・クリスマス2009」
  - 12月16日「バレンタイン・ナイト」
- 2010年
  - 4月7日「東京ディズニーシー・スプリングカーニバル2010」
  - 7月14日「ディズニーキッズ・サマーアドベンチャー」
  - 7月14日「ボンファイアーダンス2010」
  - 7月14日「チップとデールのクールサービス"デラックス"2010」
  - 9月15日「ディズニー・ハロウィーン2010」
  - 11月24日「クリスマス・ウィッシュ」
- 2011年
  - 1月26日「バレンタイン・ナイト2011」
  - 4月28日「マイ・フレンド・ダッフィー」
  - 9月14日「東京ディズニーシー10thアニバーサリー・ミュージック・アルバム"デラックス"」
  - 9月14日「東京ディズニーシー10thアニバーサリー・ミュージック・アルバム」
  - 10月12日「Be Magical!」
  - 10月12日「レジェンド・オブ・ミシカ2011」
  - 10月12日「ファンタズミック!」
  - 11月2日「テーブル・イズ・ウェイティング」
  - 11月16日「クリスマス・ウィッシュ2011」
  - 11月16日「ビッグバンドビート・スペシャル」
- 2012年
  - 1月4日「バレンタイン・ナイト2012」
  - 1月18日「リメンバー・ザ・10thアニバーサリー」
  - 4月25日「ミッキーとダッフィーのスプリングヴォヤッジ」
  - 7月18日「サマーオアシス・スプラッシュ2012」
  - 9月19日「ディズニー・ハロウィーン2012」
  - 11月21日「クリスマス・ウィッシュ2012」
- 2013年
  - 1月23日「バレンタイン・ナイト2013」
  - 3月20日「ミッキーとダッフィーのスプリングヴォヤッジ2013」
  - 7月24日「ディズニー・サマーフェスティバル」
  - 8月21日「東京ディズニーシー・ミュージック・アルバム」
  - 9月18日「ディズニー・ハロウィーン2013」
  - 11月27日「クリスマス・ウィッシュ2013」
- 2014年
  - 1月22日「バレンタイン・ナイト2014」
  - 4月2日「ミッキーとダッフィーのスプリングヴォヤッジ2014」
  - 7月16日「ディズニー・サマーフェスティバル2014」
  - 9月17日「ディズニー・ハロウィーン2014」
  - 11月12日「クリスマス・ウィッシュ2014」
- 2015年
  - 1月21日「バレンタイン・ナイト2015」
  - 4月15日「ディズニー・イースター」
  - 7月15日「ディズニー・サマーフェスティバル2015」
  - 9月30日「ディズニー・ハロウィーン2015」
  - 11月25日「クリスマス・ウィッシュ2015」
- 2016年
  - 1月27日「バレンタイン・ナイト2016 〜コンサート・オブ・ラブ〜」
  - 4月20日「東京ディズニーシー15周年 "ザ・イヤー・オブ・ウィッシュ" ミュージック・アルバム デラックス」
  - 4月20日「東京ディズニーシー15周年 "ザ・イヤー・オブ・ウィッシュ" ミュージック・アルバム」
  - 5月11日「クリスタル・ウィッシュ・ジャーニー」
  - 7月20日「ビッグバンドビート 〜15周年アニバーサリー・バーション〜」
  - 7月20日「マーメイドラグーン・ミュージック・アルバム・ウィズ・キング・トリトンのコンサート」
  - 7月20日「ディズニー・サマーフェスティバル2016」
  - 8月31日「アウト・オブ・シャドウランド」
  - 9月28日「ディズニー・ハロウィーン2016」
  - 10月26日「東京ディズニーシー15thアニバーサリー "ザ・イヤー・オブ・ウィッシュ" イン・コンサート」
  - 11月16日「クリスマス・ウィッシュ2016」
- 2017年
  - 1月25日「バレンタイン・ナイト2017 〜コンサート・オブ・ラブ〜」
  - 2月22日「リメンバー・東京ディズニーシー15周年 “ザ・イヤー・オブ・ウィッシュ”」
  - 4月19日「ディズニー・イースター2017」
  - 6月28日「ビッグバンドビート 〜since 2017〜」
  - 8月2日「ディズニー・パイレーツ・サマー」
  - 9月20日「ディズニー・ハロウィーン2017」
  - 11月22日「クリスマス・ウィッシュ2017」
- 2018年
  - 1月31日「ピクサー・プレイタイム」
  - 2月14日「手回しオルゴールで聴く 東京ディズニーシー ～マジカル・セレクション～」
  - 3月14日「東京ディズニーシー・ベスト・オブ・2017 ～春夏秋冬～」
  - 4月18日「ディズニー・イースター2018」
  - 8月1日 「ディズニー・パイレーツ・サマー2018」
  - 8月29日「ハロー、ニューヨーク!」
  - 9月26日「ディズニー・ハロウィーン2018」
  - 11月21日「ディズニー・クリスマス2018」
- 2019年
  - 2月13日「ピクサー・プレイタイム2019」
  - 4月17日「ディズニー・イースター2019」
  - 7月24日 「ディズニー・パイレーツ・サマー2019」
  - 9月25日「ディズニー・ハロウィーン2019」
  - 10月30日「ソング・オブ・ミラージュ」
  - 11月20日「ディズニー・クリスマス2019」
  - 11月27日「東京ディズニーシー・ミュージック・アルバム」
- 2020年
  - 1月22日「ピクサー・プレイタイム2020」
  - 2月5日「ハロー、ニューヨーク!」
- 2021年
  - 9月15日「東京ディズニーシー20周年：タイム・トゥ・シャイン！ミュージック・アルバム」
  - 11月24日「東京ディズニーシー20周年：タイム・トゥ・シャイン！ミュージック・アルバム [デラックス]」
- 2022年
  - 11月30日「ビリーヴ！〜シー・オブ・ドリームス〜」
- 2024年
  - 6月19日「ジャーニー・トゥ・ファンタジースプリングス」
  - 6月19日「ファンタジースプリングス　ミュージック・アルバム」
  - 9月18日「ファンタジースプリングス ミュージック・アルバム［デラックス］」
- 2025年
  - 7月9日「ビッグバンドビート ミュージック・コレクション」

## VHS / DVD / Blu-ray
- 1990年
  - 7月21日 「夢と魔法の王国 東京ディズニーランド」
- 1995年
  - 5月19日「さよなら 東京ディズニーランド・エレクトリカルパレード」
- 1997年
  - 4月25日「東京ディズニーランド マジカルホリデー」
- 1998年
  - 3月6日「ヒストリー・オブ・東京ディズニーランド」
  - 4月24日「東京ディズニーランド ミュージカル・ツアー」
- 1999年
  - 1月14日「東京ディズニーランド 15thアニバーサリー スペシャル」
  - 7月23日「東京ディズニーランド ワッキーキングダムスペシャル」
- 2001年
  - 3月16日「東京ディズニーランド さよなら ディズニー・ファンティリュージョン!」
  - 11月7日「東京ディズニーリゾート エンジョイ! 東京ディズニーシー」
- 2002年
  - 7月19日「エンジョイ!東京ディズニーリゾート 完全オフィシャルガイド」
- 2003年
  - 4月18日「東京ディズニーランド20thアニバーサリー / 夢の招待状」
- 2004年
  - 1月21日「東京ディズニーランド20周年 ミッキーと見よう!アニバーサリー・イヤー」
- 2005年
  - 9月21日「東京ディズニーリゾート DVD コレクション」
- 2006年
  - 3月17日「東京ディズニーシー さよなら ポルト・パラディーゾ・ウォーターカーニバル」
  - 6月16日「エンジョイ!東京ディズニーリゾート 完全リニューアル版」
  - 6月16日「ディスカバー 東京ディズニーリゾート スーパーストーリー」
- 2007年
  - 3月21日「さあ、祝祭の海へ。東京ディズニーシー5thアニバーサリー」
- 2008年
  - 4月2日「メモリーズ オブ 東京ディズニーリゾート 夢と魔法の25年 ドリームBOX」
  - 4月2日「メモリーズ オブ 東京ディズニーリゾート 夢と魔法の25年 パレード&スペシャルイベント編」
  - 4月2日「メモリーズ オブ 東京ディズニーリゾート 夢と魔法の25年 ショー&スペシャルイベント編」
- 2009年
  - 12月16日「ドリームス オブ 東京ディズニーリゾート25th アニバーサリーイヤー マジックコレクション」
  - 12月16日「ドリームス オブ 東京ディズニーリゾート25th アニバーサリーイヤー ハイライトぎっしり編」
  - 12月16日「ドリームス オブ 東京ディズニーリゾート25th アニバーサリーイヤー ショー×2 まるごと編」
- 2012年
  - 1月18日「東京ディズニーシーマジカル 10 YEARS グランドコレクション」
  - 1月18日「東京ディズニーシーマジカル 10 YEARS レギュラーショー編」
  - 1月18日「東京ディズニーシーマジカル 10 YEARS スペシャルイベント編」
- 2013年
  - 4月17日「東京ディズニーリゾート ザ・ベスト コンプリートBOX〈ノーカット版〉」
  - 4月17日「東京ディズニーリゾート ザ・ベスト - 春 & ブラヴィッシーモ! -〈ノーカット版〉」
  - 7月17日「東京ディズニーリゾート ザ・ベスト - 夏 & ドリームス・オン・パレード"ムービン・オン" -〈ノーカット版〉」
  - 9月18日「東京ディズニーリゾート ザ・ベスト - 秋 & ワン・マンズ・ドリーム -〈ノーカット版〉」
  - 11月20日「東京ディズニーリゾート ザ・ベスト - 冬 & エレクトリカルパレード -〈ノーカット版〉」
- 2014年
  - 3月5日「東京ディズニーランド アニバーサリーズ & ファンティリュージョン!〈ノーカット版〉」
- 2016年
  - 7月20日「東京ディズニーシー ザ・ベスト コンプリートBOX〈ノーカット版〉」
  - 7月20日「東京ディズニーシー ザ・ベスト - 春 & アンダー・ザ・シー -〈ノーカット版〉」
  - 7月20日「東京ディズニーシー ザ・ベスト - 夏 & レジェンド・オブ・ミシカ -〈ノーカット版〉」
  - 9月16日「東京ディズニーシー ザ・ベスト - 秋 & ミスティックリズム - 〈ノーカット版〉」
  - 9月16日「東京ディズニーシー ザ・ベスト - 冬 & ブラヴィッシーモ! -〈ノーカット版〉」
- 2019年
  - 3月20日「東京ディズニーリゾート 35周年 アニバーサリー・セレクション」
  - 3月20日「東京ディズニーリゾート 35周年 アニバーサリー・セレクション －レギュラーショー－」
  - 3月20日「東京ディズニーリゾート 35周年 アニバーサリー・セレクション －スペシャルイベント－」
  - 3月20日「東京ディズニーリゾート 35周年 アニバーサリー・セレクション －東京ディズニーリゾート 35周年 Happiest Celebration！－」
- 2022年
  - 7月20日「東京ディズニーシー 20周年 アニバーサリー・セレクション」
  - 8月10日「東京ディズニーシー 20周年 アニバーサリー・セレクション　Part 1：2001-2006」
  - 8月10日「東京ディズニーシー 20周年 アニバーサリー・セレクション　Part 2：2007-2011」
  - 8月10日「東京ディズニーシー 20周年 アニバーサリー・セレクション　Part 3：2012-2017」
  - 8月10日「東京ディズニーシー 20周年 アニバーサリー・セレクション　Part 4：2018-2022」
- 2024年
  - 1月10日「東京ディズニーリゾート 40周年 アニバーサリー・セレクション」
  - 1月31日「東京ディズニーリゾート 40周年 アニバーサリー・セレクション Part 1」
  - 1月31日「東京ディズニーリゾート 40周年 アニバーサリー・セレクション Part 2」
  - 1月31日「東京ディズニーリゾート 40周年 アニバーサリー・セレクション Part 3」
  - 1月31日「東京ディズニーリゾート 40周年 アニバーサリー・セレクション Part 4」